# Le Mont-Saint-Adrien
Le Mont-Saint-Adrien är en kommun i departementet Oise i regionen Hauts-de-France i norra Frankrike. Kommunen ligger i kantonen Auneuil som tillhör arrondissementet Beauvais. År 2022 hade Le Mont-Saint-Adrien 648 invånare.

## Befolkningsutveckling
Antalet invånare i kommunen Le Mont-Saint-Adrien
| Referens: INSEE |